# بغنينو بغنيني
بغنينو بغنيني كان طباعًا وناشرًا إيطاليًا من جمهورية البندقية خلال عصر النهضة . كان هو الناشر الأصلي لأعمال لوكا باسيولي الرياضية، "خلاصة الحساب" و "التناسب الإلهي" ، وما يُعتقد أنه أول نسخة مطبوعة من القرآن الكريم باللغة العربية . 

## حياته
وُلِد بغنيني في بريشيا في منتصف القرن الخامس عشر، وانتقل إلى البندقية في سن مبكرة. وفي البندقية دخل مجال النشر في عام 1483، حيث عمل مع الناشرين برناردينو بينالي وجورجيو أريفابيني .  وفي عام 1487 قام بطباعة ونشر أول عمل مستقل له، وهو نسخة من كتاب القداس الروماني (نُشرت لأول مرة في عام 1474). وفي السنوات التالية كرس نفسه لطباعة أعمال مختلفة في اللاهوت والفقه، بما في ذلك نسخة استثنائية من الكتاب المقدس مصحوبة برسوم توضيحية وتعليقات بقلم نيكولاس الليري .  وتضمنت منشوراته أيضًا أعمالًا مهمة في الرياضيات والسياسة.
في عام 1517 عاد مع ابنه أليساندرو وزوجته إلى بريشيا، حيث أسس مطبعته الخاصة في الدير في إيزولا ديل جاردا ؛ واستقر لاحقًا في بلدة توسكولانو، التي تعد اليوم جزءًا من بلدية توسكولانو ماديرنو . هنا واصل تعاونه مع ابنه، الذي كان أيضًا طابعًا وناشرًا، فقام بطباعة العديد من الكلاسيكيات اللاتينية والإيطالية في حجم صغير.  وفي سنواته الأخيرة انتقل إلى بلدة تشيسينيا، والتي تعد حاليًا أيضًا جزءًا من توسكولانو ماديرنو، حيث توفي في عام 1538. 

## أعمال بارزة
من بين منشورات باجانيني الأكثر شهرة كانت ثلاثة كتابات رياضية للوكا باسيولي : خلاصة الحساب لباسيولي (1494)، و النسبة الذهبية (1509)، وترجمته الإيطالية لكتاب العناصر لإقليدس (1509). نشر أيضًا كتاب فيريجيو [الإنجليزية] أول جمهورية بندقية حرة في عام 1526، مما ساهم في تأثير العمل على السياسة الفينيسية في أوائل القرن السادس عشر. 

### أول نسخة مطبوعة من القرآن الكريم باللغة العربية
بين عامي 1537 و1538 نشر بغنيني وابنه ما كان على الأرجح أول نسخة مطبوعة لا مخطوطة للقرآن الكريم باللغة العربية.  من المرجح أن يكون هذا العمل مخصصًا للتصدير إلى الإمبراطورية العثمانية، التي كانت البندقية تربطها بها علاقات تجارية واسعة النطاق.  يُعرف أحيانًا باسم قرآن بغنيني، أو قرآن البندقية، أو مخطوطة البندقية، ويُعتقد أنه أول نسخة كاملة من القرآن الكريم مطبوعة على طابعة ذات حروف متحركة .  وفي النهاية، لم ينجح المشروع؛ إذ أفاد العديد من المعاصرين أن النسخة المطبوعة بأكملها قد ضاعت، على الرغم من أن تفسيرات الاختفاء تختلف على نطاق واسع. ومع ذلك، فقد عُثر على نسخة مطبوعة من هذا القرآن الكريم في عام 1987 في دير في جزيرة سان ميشيل [الإنجليزية] (البندقية). 